# Zeemeeuw (A954)
Le Zeemeeuw est un remorqueur auxiliaire belge construit en 1971 sur le chantier naval  de Hemiksem. 

C'est un bâtiment de la composante marine de l'armée belge de la Base navale de Zeebruges.

## Histoire
De 1971 à 1981 il a été en service civil pour la Commission des affaires maritimes et continentales (Gouvernement belge). Puis il a été transféré à la Force navale le 27 novembre 1981.